# Lekkoatletyka na Letnich Igrzyskach Paraolimpijskich 2012 – 100 metrów T13 kobiet
W biegu na 100 metrów kl. T13 kobiet podczas Letnich Igrzysk Paraolimpijskich 2012 rywalizowało ze sobą 15 zawodniczek. W konkursie udział wzięły osoby niewidome lub bardzo słabo widzące.

## Wyniki

### Eliminacje

#### Bieg 1
| Miejsce | Zawodniczka        | Państwo           | Czas  | Uwagi |
| ------- | ------------------ | ----------------- | ----- | ----- |
| 1.      | Olena Gliebowa     | Ukraina           | 12.63 | Q     |
| 2.      | Alexandra Dimoglou | Grecja            | 12.76 | Q, SB |
| 3.      | Johanna Pretorius  | Południowa Afryka | 13.11 | Q, SB |
| 4.      | Somaya Bousaid     | Tunezja           | 13.41 | SB    |
| 5.      | Lynda Hamri        | Algieria          | 13.60 | SB    |
| 6.      | Mary Letsoara      | Lesotho           | 16.78 | SB    |
|         | Christine Akullo   | Uganda            | DNS   |       |
|         | Joana Helena Silva | Brazylia          | DNS   |       |

#### Bieg 2
| Miejsce | Zawodniczka      | Państwo           | Czas  | Uwagi |
| ------- | ---------------- | ----------------- | ----- | ----- |
| 1.      | Omara Durand     | Kuba              | 12.10 | Q, PR |
| 2.      | Ilse Hayes       | Południowa Afryka | 12.63 | Q     |
| 3.      | Nantenin Keita   | Francja           | 12.71 | Q, SB |
| 4.      | Anthi Karagianni | Grecja            | 13.16 | q, SB |
| 5.      | Viviane Soares   | Brazylia          | 13.22 | q, SB |
| 6.      | Liu Ya-ting      | Chińskie Tajpej   | 14.22 | PB    |
| 7.      | Anna Duzikowska  | Polska            | 14.31 |       |

### Finał
| Miejsce | Zawodniczka        | Państwo           | Czas  | Uwagi |
| ------- | ------------------ | ----------------- | ----- | ----- |
|         | Omara Durand       | Kuba              | 12.00 | PR    |
|         | Ilse Hayes         | Południowa Afryka | 12.41 |       |
|         | Nantenin Keita     | Francja           | 12.47 | ER    |
| 4.      | Alexandra Dimoglou | Grecja            | 12.53 | PB    |
| 5.      | Olena Gliebowa     | Ukraina           | 12.64 |       |
| 6.      | Viviane Soares     | Brazylia          | 13.02 | PB    |
| 7.      | Anthi Karagianni   | Grecja            | 13.23 |       |
| 8.      | Johanna Pretorius  | Południowa Afryka | 13.50 |       |